# Teofil (bizantinski cesar)
Teofil  (grško Θεόφιλος [Teófilos]) je bil cesar Bizantinskega cesarstva, ki je vladal od leta 829 do 842, * 813, † 20. januar 842.
Bil je drugi cesar iz Amorijske dinastije in zadnji, ki je podpiral ikonoklazem. Teofil je osebno poveljeval armadam v  dolgoletni vojni proti Arabcem, ki so se začele leta 831.

## Življenjepis

### Mladost
Teofil je bil sin bizantinskega cesarja Mihaela II. in njegove žene Tekle in vnuk cesarja Leona V.  Armenca. Oče ga je kmalu po svojem imenovanju za cesarja leta 922 kronal za svojega socesarja. Teofil je v nasprotju s svojim očetom prejel od svojega učitelja in slovničarja Ivana Hilila široko izobrazbo. Bil je tudi velik občudovalec glasbe in umetnosti. 2. oktobra 829 je nasledil svojega očeta kot samostojen cesar.

Kot cesar je nadaljeval z ikonoklazmom svojih predhodnikov,  vendar v manj spravljivem tonu kot njegov oče, saj je leta 832 izdal ukaz o prepovedi čaščenja ikon. V sebi je videl  borca za pravico, kateri je najbolj bahato služil  z usmrtitvijo očetovih pomagačev v zaroti proti Leonu V. takoj po svojem prihodu na prestol.  

### Vojna z Arabci
Teofil se je moral ob prihodu na prestol vojskovati z Arabci na dveh frontah. Na zahodu so Arabci ponovno napadli Sicilijo, po enoletnem obleganju leta 831 osvojili Palermo, ustanovili Sicilski emirat in se začeli postopoma širiti po otoku. Na vzhodu je Anatolijo leta 930 napadel abasidski kalif Al Mamun. Vojski, ki ga je poskušala ustaviti, je poveljeval sam cesar. Bizantinci so bili kljub temu poraženi in so izgubili več trdnjav. Teofil se jim je leta 831 maščeval z veliko vojsko, ki jo je povedel v Kilikijo in zasedel Tarz. V Konstantinopel se je vrnil kot zmagovalec, vendar je že v jeseni doživel poraz v Kapadokiji. Drug poraz je v isti provinci doživel leta 833, po katerem je bil primoran pogajati se za mir. Arabcem je za vrnitev 7.000 ujetnikov ponudil odkupnino 100.000 zlatih dinarjev. Ujetnike so mu vrnili naslednje leto po Al Mamunovi smrti.
V kratkem premoru v vojni z Abasidi je organiziral vrnitev bizantinskih ujetnikov, ki jih je bolgarski kan Krum naselil   severno od Donave. Reševalna operacija okoli leta 836 je bila uspešna in Bizantinsko in Bolgarsko cesarstvo sta kmalu zatem ponovno vzpostavili mir. Vzdrževanje miru na vzhodu ni bilo mogoče. Teofil je leta 834 dal zatočišče številnim beguncem z vzhoda, vključno s tistimi iz Nasra v Perziji. Krstil je Teofoba, ki se je poročil z njegovo teto Ireno in postal eden od njegovih generalov. Ko so se odnosi z Abasidi ponovno zaostrili, se je Teofil začel pripravljati na novo vojno.
Leta 837 se je z ogromno armado 70.000 mož odpravil v Mezopotamijo in osvojil Meliteno in Arsamosato, opustošil  Zapetro, za katero nekateri viri trdijo, da je bila rojstno mesto kalifa Al Mutazima. Po pohodu se je triumfalno vrnil v Konstantinopel. Besni Al Mutazim se mu je maščeval s pohodom dveh velikih vojsk v Anatolijo leta 838. Teofil je nameraval eno od kalifovih vojsk uničiti še preden bi se združili. 21. julija 838 je osebno poveljeval vojski 25.000 do 40.000 mož v bitki pri Anzemu v Dazimonu. Kalifovi vojski je poveljeval Al Afšin, ki je vzdržal bizantinski napad, krenil v protinapad in zmagal. Preživeli Bizantinci so se v neredu umaknili in niso več ovirali pohoda kalifove vojske.
Al Mutazim je zavzal Anciro, sedanjo Ankaro, kjer se mu je pridružila Al Afšinova vojska. Združena vojska je krenila proti Amoriju, zibelki cesarske dinastije. Meščani Amorija so se sprva odločno upirali, potem pa jim je pobegnil arabski ujetnik in kalifu povedal, da je del obzidja zgolj kulisa. Kalif je  bombardiranje usmeril na ta del obzidja in ga porušil. Mesto se je po 55 dneh junaškega upiranja 12. ali 15. avgusta 838 vdalo. 
Okoli leta 841 je Beneška republika Teofilu poslala ladjevje 60 galej s po 200 možmi, da bi mu pomagala pregnati Arabce iz Krotone. Poskus je spodletel.
Al Mutazim je med invazijo v Anatolijo odkril, da nekaj njegovih najvišjih generalov snuje zaroto proti njemu. Kalif je še pred vrnitvijo domov  aretiral in usmrtil več zarotnikov. Zgleda, da Al Afšin v zaroto ni bil vpleten, vendar so zaradi drugih spletk aretirali tudi njega. Leta 841 je v zaporu umrl. Kalif Al Mutazim je oktobra 841 zbolel in 5. januarja 841 umrl.

### Odnosi s Bolgarijo in Srbijo
Leta 838 je Teofil po izteku dvajsetletne mirovne pogodbe s Prvim bolgarskim cesarstvom opustošil ozemlje na  bolgarski strani meje. Bolgari so se maščevali in pod Isbulovim poveljstvom prodrli do Adrianopola (Odrin). V tem času, če ne že prej, so Bolgari priključili tudi Filipopolis (Plovdiv) in njegovo okolico. Bolgarski kan Malamir je  leta 836 umrl.
Mir med bizantinskimi federati Srbi in Bolgari je trajal do leta 839.  Vlastimir Srbski je združil več plemen in Teofil je Srbom podelil delno neodvisnost pod svojo nadoblastjo, ki jo je Vlastimir priznaval. Prvi razlog za podelitev omejene neodvisnosti je bila verjetno sprememba političnega stanja po bolgarski priključitvi zahodne Makedonije, na katero so Bizantinci gledali kot na ogrožanje svoje suverenosti. Drug vzrok je bil morda odvračanje pozornosti  od upora Slovanov na Peloponezu. Domneva se, da je združevanje Srbov v eno državo sprožilo ravno naglo širjenje Bolgarov na slovanska ozemlja.
Kan Presijan (vladal 836–852) je leta 839 napadel srbsko ozemlje in sprožil tri leta trajajočo vojno, v kateri ni osvojil nobenega ozemlja, utrpel več težkih porazov in izgubil veliko svojih mož.  Vojna se je končala s Teofilovo smrtjo, s katero so se končale srbske obveznosti do Bizantinskega cesarstva.

### Smrt in zapuščina
Teofilovo zdravje se je postopoma slabšalo in 20. januarja 842 je umrl. Med svojim vladanjem je utrdil konstantinopelsko obzidjein zgradil bolnišnico, ki je delovala do propada Bizantinskega cesarstva.

## Družina
Teofil je imel v zakonu s Teodoro sedem otrok:
- Konstantina, socesarja približno od leta 833 do njegove smrti leta 835,
- Mihaela III., naslednika na bizantinskem prestolu,
- Marijo, poročeno s kaisarjem Aleksejem Muselo,
- Teklo, ljubico cesarja Bazilija I. Makedonca,
- Ano,
- Anastazijo in
- Pulherijo.